# Murrayon hibernicus
Murrayon hibernicus är en djurart som tillhör fylumet trögkrypare, och som först beskrevs av Murray 1911.  I den svenska databasen Dyntaxa används istället namnet Macrobiotus hibernicus. Enligt Catalogue of Life ingår Murrayon hibernicus i släktet Murrayon och familjen Macrobiotidae, men enligt Dyntaxa är tillhörigheten istället släktet Macrobiotus och familjen Macrobiotidae. Arten är reproducerande i Sverige. Inga underarter finns listade i Catalogue of Life.